# Tagajo
Tagajō (多賀城市; -shi) é uma cidade japonesa localizada em Miyagi.
Em 2003 a cidade tinha uma população estimada em 62 386 habitantes e uma densidade populacional de 3 174,86 h/km². Tem uma área total de 19,65 km².
Recebeu o estatuto de cidade a 1 de Novembro de 1971.